# São Domingos do Capim
Pour les articles homonymes, voir São Domingos et Domingos (homonymie).
São Domingos do Capim est une municipalité brésilienne située dans l'État du Pará.